# Détroit de Kertch
Pour les articles homonymes, voir Bosphore (homonymie).
Le détroit de Kertch (en russe : Керченский пролив, Kertchenski proliv ; en ukrainien : Керченська протока, Kertchenska protoka ; en tatar de Crimée : Keriç boğazı ; grec ancien : Κιμμερικός Βοσπόρος ou Bosphore cimmérien) est un détroit de la mer d'Azov, séparant la péninsule de Kertch en Crimée à l'ouest de la péninsule de Taman (kraï de Krasnodar, Russie) à l'est. Il permet aux navires de communiquer avec la mer Noire. Topographiquement il se trouve dans le prolongement occidental du Caucase.
Le principal port du détroit est Kertch, en Crimée, qui a donné son nom moderne au détroit.

## Géographie

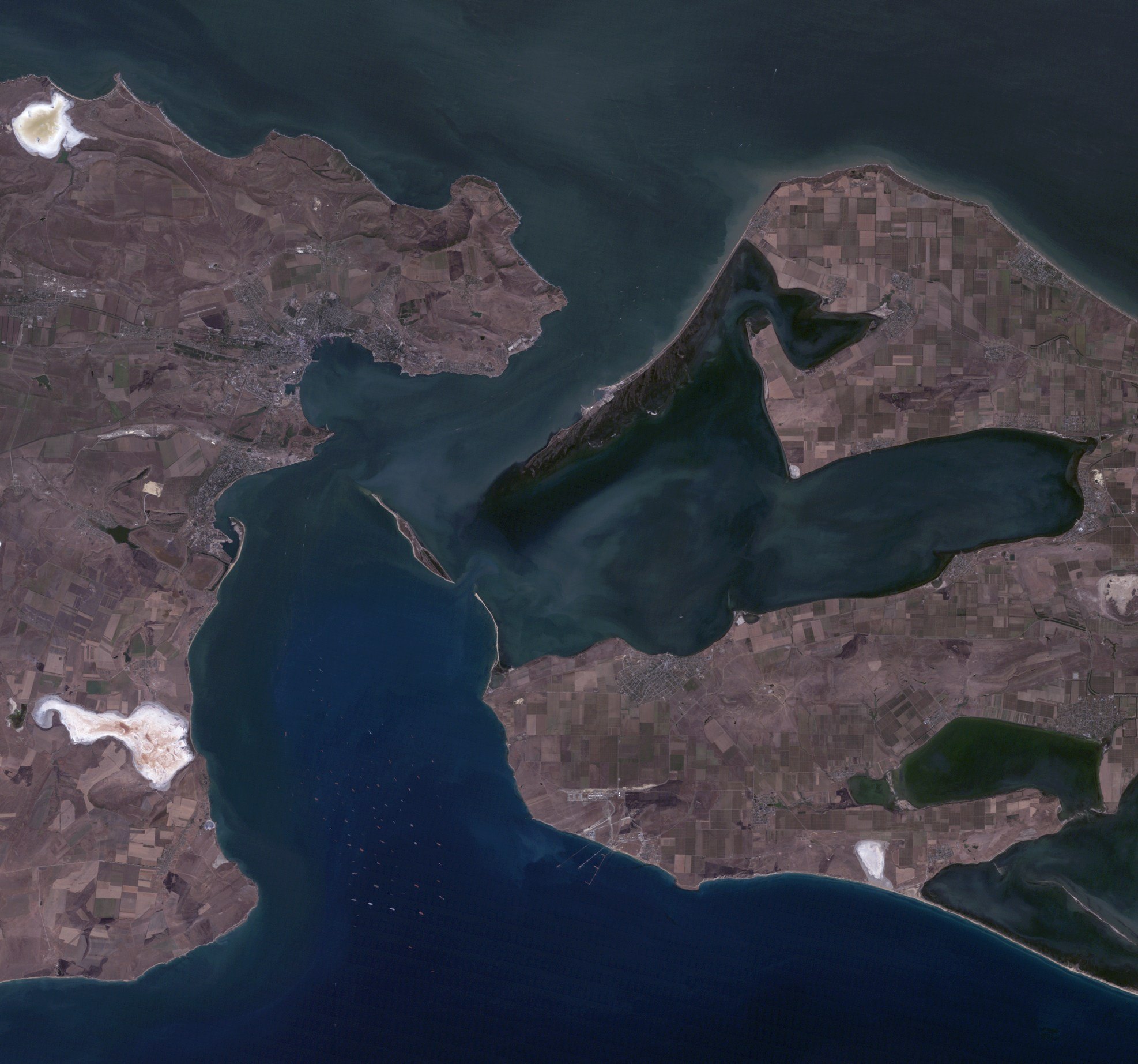
Image satellite.

Le détroit a une largeur comprise entre 4,5 à 15 km et environ 35 km de longueur pour une profondeur maximale de 18 mètres.
L'île de Touzla, située en son milieu, contribue de plus à amoindrir cette discontinuité, la flèche de Tchouchka en réduit la largeur.
Sur son côté oriental s'ouvre également la profonde baie de Taman.

## Histoire

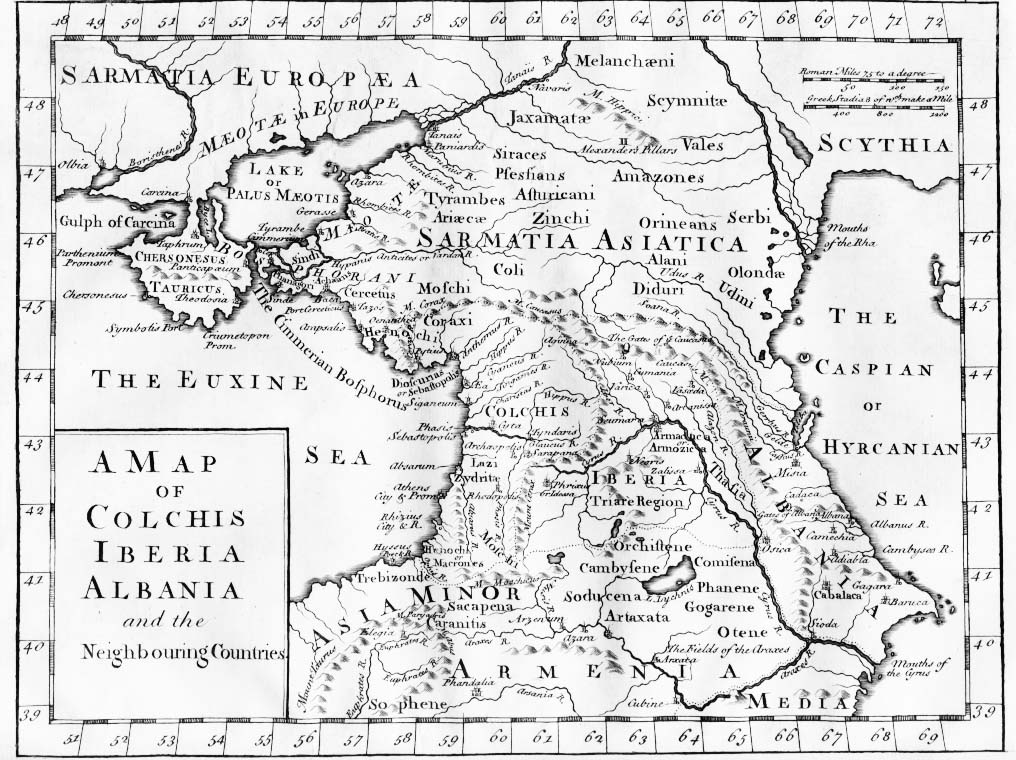
Le Bosphore cimmérien de l'Antiquité, sur une carte imprimée à Londres autour de 1770

Les abords du détroit furent occupés par le royaume du Bosphore qui s'étendait sur les deux rives dont celle de Chersonèse Taurique (Taurica était le nom antique de la Crimée), un royaume grec antique dont la richesse était liée à son positionnement de part et d'autre du détroit, alors connu alors sous le nom de Bosphore cimmérien.
Dans l'Antiquité, le détroit était plus large, mais on y trouvait à l'est un vaste delta formé par les bras du fleuve Hypanis ou Hermonis (l'actuel Kouban) et par différents limans aujourd'hui envasés.
Au cours de la guerre de Crimée, au début du printemps 1855, le détroit de Kertch et son fort, où se trouvaient d'importants dépôts de ravitaillement et de munitions russes, a été occupé par les troupes franco-britanniques. Cela a permis non seulement de fortement gêner le ravitaillement de Sébastopol assiégée, mais aussi à une escadre franco-britannique de pénétrer en mer d'Azov. Cette dernière a du 25 mai au 22 novembre 1855, de façon méthodique, attaqué toutes les installations stratégiques russes de la mer d'Azov en les détruisant ou les endommageant gravement. Seules les villes d'Azov et de Rostov, protégées par les défenses de l'embouchure du Don, ont été épargnées. En 1859, Hermann von Paucker est nommé directeur général du Comité pour la surveillance des forteresses de la Baltique et de la mer Noire et fait construire une batterie terrestre alors remarquable le long du détroit.
Le 15 décembre 2024, une tempête coule un pétrolier et en met en difficulté un autre, provoquant une marée noire qui atteint les côtes.

## Transports

### Ferries
Un service de ferries assurant la traversée du détroit fut mis en place en 1952, reliant la Crimée au krai de Krasnodar (ligne port de Krym - port de Kavkaz). Au départ, il s'agissait de quatre ferries transporteurs de trains ; plus tard quatre ferries pour véhicules furent ajoutés. Le transport de trains continua pendant presque 40 ans. Mais ces navires devenant trop vieux à la fin des années 1980, ils furent retirés du service. À l'automne 2004, de nouveaux navires les ont remplacés et le transport de trains a repris.

### Pont
Un premier pont sur ce détroit est construit durant l'été 1944, après la libération de la Crimée par l'Armée rouge, mais celui-ci est détruit par la glace lors de la débâcle six mois après sa mise en service, faute d'épis lors de sa construction.
Par la suite, le maire de Moscou Iouri Loujkov mena une campagne pour la construction d'un pont au-dessus du détroit, mais ce projet fut gelé à la suite du différend territorial russo-ukrainien sur l'île de Touzla. De plus la configuration géologique sablonneuse de la zone rend les projets de pont ardus et coûteux.
En 2014, à la suite de la crise de Crimée et du rattachement de la république de Crimée à la fédération de Russie, la Russie relance le projet et la construction du pont démarre en 2016. Le 15 mai 2018, Vladimir Poutine inaugure la partie routière du pont de 19 km, le plus long d'Europe . L’ouverture de la partie ferroviaire au trafic de voyageurs et de marchandises a eu lieu le 23 décembre 2019.
Le 8 octobre 2022, alors que se déroule la guerre russo-ukrainienne, le pont est en partie détruit lors de l'explosion d'un véhicule piégé roulant en provenance de la Russie vers la Crimée. Deux des 4 voies routières sont détruites et le pont ferroviaire est endommagé, l'explosion ayant mis feu à 7 citernes ferroviaires de carburant qui le franchissaient, mais rapidement remis en état de fonctionnement. Il est de nouveau endommagé par l'attaque du pont de Crimée de février 2023.

## Pêches
Des pêcheries sont historiquement situées sur le détroit. La saison de pêche des senneurs débute à la fin de l'automne et dure deux à trois mois mais depuis un siècle, l'épuisement des ressources halieutiques fait diminuer cette activité.

## Catastrophes maritimes

### 2007
À la suite d'une violente tempête en mer Noire les 10 et 11 novembre 2007, quatre navires de commerce ont coulé, six se sont échoués sur un haut-fond et deux pétroliers ont été endommagés ; ces naufrages et avaries ont provoqué la mort de 23 marins.
- Le Volgoneft 139 (IMO 8849608), un chimiquier fluvio-maritime, construit en 1978 d'un tonnage de 3 463 t, appartenant à la compagnie russe Volgotanker[6] s'est brisé en deux dans le détroit, déversant plus de 2 000 tonnes de mazout[7]. Les 13 membres de l'équipage réfugiés à l'arrière du navire qui flottait encore (là où se trouve le compartiment machine) ont dérivé plusieurs heures ; ils ont réussi à faire redémarrer le moteur puis à stopper leur dérive, et sont parvenus à s’échouer sur un haut-fond[8].
- Le tanker Volgoneft 123 dont la coque était fissurée : équipage sain et sauf ; aucune fuite de mazout.
- Le cargo russe Volnogorsk avec une cargaison de 2 400 tonnes de soufre[9] a coulé près du port de Kavkaz : les neuf membres d'équipage, réfugiés sur un canot de sauvetage, ont pu rejoindre la rive sans encombre.
- Le minéralier Kovel a coulé dans le détroit de Kertch à cause d'une brèche provoquant une voie d'eau dans la coque, après avoir heurté l'épave du Volnogorsk qui avait coulé quelques heures plus tôt. Les deux navires transportaient au total 7 000 tonnes de soufre.
- Le cargo Nakhitchevan a coulé près du port de Kavkaz avec 11 membres d'équipage. Trois marins ont été récupérés par un remorqueur ukrainien.
- Le vraquier Hajj Ishmail, battant pavillon géorgien et transportant 5 600 tonnes de ferraille, a coulé au large de l’Ukraine près de Kherson (Crimée, Ukraine)[10].

### 2025
Alors que la guerre russo-ukrainienne sévit, une marée noire s'est produite dans le détroit de Kertch après le naufrage de deux pétroliers russes. Du pétrole a contaminé des dizaines de kilomètres de plages, notamment dans la région de Krasnodar et à Anapa. Environ 40 % des 9 200 tonnes de mazout transportées pourraient s'être déversées en mer, mettant en péril la faune marine, dont des oiseaux et des dauphins, et nécessitant des efforts intensifs de nettoyage. Les autorités russes ont qualifié cet événement de « catastrophe écologique », avertissant que la pollution pourrait contaminer jusqu'à 200 000 tonnes de sols.

## Incident de 2018 entre la marine ukrainienne et la marine russe
Le 25 novembre 2018, un accrochage entre trois navires militaires ukrainiens qui voulaient franchir le détroit pour se rendre à Marioupol et un navire de garde frontière russe se produit dans le détroit de Kertch, aux abords du pont de Crimée. En raison d’un différend sur les conditions de franchissement du détroit et à la suite de diverses péripéties, les navires ukrainiens sont capturés par la marine russe. Cet incident ravive le litige opposant les deux pays.